# Cassandra Clare
Judith Lewis Rumelt (Teheran, 27 juli 1973), beter bekend onder haar pseudoniem Cassandra Clare, is een Amerikaans schrijfster, voornamelijk bekend door haar fantasieserie Kronieken van de Onderwereld (The Mortal Instruments) voor jongvolwassenen en haar andere series die zich afspelen in dezelfde wereld. 

## Biografie
Clare werd geboren in Teheran. Als kind reisde ze vaak, waaronder naar Zwitserland, Engeland en Frankrijk. Clare keerde terug naar Los Angeles in de Verenigde Staten voor de middelbare school (Windward School), waarna ze haar tijd verdeelde tussen Californië en New York, waar ze werkte voor diverse magazines zoals The Hollywood Reporter.
Clare is bevriend met de schrijfster Holly Black, en hun boeken overlappen elkaar soms. Clare noemde soms personages van Black in haar eigen verhalen en omgekeerd.

## The Mortal Instruments
In 2004 startte Clare met schrijven van haar eerste gepubliceerde werk, City of Bones, geïnspireerd door het stedelijke landschap van Manhattan. City of Bones werd uitgegeven door Simon & Schuster in 2007. In 2008 en 2009 verschenen de laatste twee delen in de trilogie, City of Ashes en City of Glass, waarna er in 2011 een vierde deel volgde, City of Fallen Angels. 
Clare heeft vermeld dat City of Fallen Angels eigenlijk de start is voor een tweede cyclus in de serie, die gevolgd zal worden door City of Lost Souls en City of Heavenly Fire. Ze heeft gezegd dat de nieuwe serie zich zal richten op dezelfde personages als in de eerste serie, maar er zullen ook nieuwe personages worden geïntroduceerd. City of Lost Souls verscheen midden 2012 en het laatste deel verscheen in 2014. 
Vanaf 2010 verscheen een serie van prequels onder de naam De helse creaties, dat zich in hetzelfde universum afspeelt als in The Mortal Instruments, maar dan in de Victoriaanse tijd. De serie bestaat uit drie boeken: Clockwork Angel (2010), Clockwork Prince (2011) en Clockwork Princess (2013).
In 2016 bracht Clare Lady Midnight uit.
Unique Features en Constantin Films verfilmen de boeken. Jessica Postigo heeft het scenario van The Mortal Instruments: City of Bones geschreven, dat gebaseerd is op het eerste boek in de serie. Lily Collins speelt in deze film Clary Fray. Twilight en Oorlogswinter-acteur Jamie Campbell Bower speelt de rol van Jace Wayland. De opnames van het eerste deel begonnen in oktober 2012 en de film ging in augustus 2013 in de bioscoop in première.

### Kronieken van de Onderwereld(The Mortal Instruments)
- 2007 - Stad van beenderen (City of Bones)
- 2008 - Stad van vuur (City of Ashes)
- 2009 - Stad van glas (City of Glass)
- 2011 - Stad van gevallen engelen (City of Fallen Angels)
- 2012 - Stad van verloren zielen (City of Lost Souls)
- 2014 - Stad van hemelse vlammen (City of heavenly Fire)

### De helse creaties(The Infernal Devices)
- 2010 - De ijzeren engel (Clockwork Angel)
- 2011 - De ijzeren prins (Clockwork Prince)
- 2012 - De ijzeren prinses (Clockwork Princess)

### The Bane Chronicles
- 2013 - What Really Happened in Peru
- 2013 - The Runaway Queen
- 2013 - Vampires, Scones and Edmund Herondale
- 2013 - The Midnight Heir
- 2013 - The Rise of the Hotel Dumort
- 2013 - Saving Raphael Santiago
- 2013 - The Fall of the Hotel Dumort
- 2013 - What to Buy the Shadowhunter Who Has Everything
- 2013 - The Last Stand of the New York Institute
- 2013 - The Course of True Love (And First Dates)

### De Duistere Machten (The Dark Artifices)
- 2016 - Vrouwe Middernacht (Lady Midnight)
- 2017 - Schaduwheer (Lord of Shadows)
- 2018 - Koningin van Lucht en Duisternis (Queen of Air and Darkness)

### Korte verhalen
- 2005 - The Girl's Guide to be married to the Dark Lord
- 2007 - Charming
- 2008 - Graffiti
- 2009 - Other Boys
- 2009 - The Mirror House
- 2009 - I Never
- 2010 - Hot Hands

### Fan Fiction
- The Draco Trilogy (Harry Potter (boekenreeks))
- The Not So Secret Diaries (The Lord of the Rings, 1998)